# Dartmouth Conference
Die Dartmouth Conference gilt als Geburtsstunde der Künstlichen Intelligenz als Forschungsgebiet.
Beantragt, geplant und durchgeführt wurde sie von John McCarthy, Marvin Minsky, Nathaniel Rochester (IBM) und Claude Shannon. Unter dem vollständigen Namen Dartmouth Summer Research Project on Artificial Intelligence fand sie im Sommer 1956 vom 19. Juni bis zum 16. August am Dartmouth College in Hanover, New Hampshire statt.

## Teilnehmer
Neben den Antragstellern nahmen zumindest zeitweise Ray Solomonoff, Oliver Selfridge, Allen Newell und Herbert A. Simon (Logic Theorist), Trenchard More, Arthur Samuel an der Veranstaltung teil.

## Durchführung
Zur Durchführung beantragten die vier Initiatoren bei der Rockefeller Foundation eine Förderung in Höhe von 13.500 US-Dollar (Gehälter, Reisekosten etc.); der Antrag beginnt mit den Worten:

“We propose that a 2 month, 10 man study of artificial intelligence be carried out during the summer of 1956 at Dartmouth College in Hanover, New Hampshire. The study is to proceed on the basis of the conjecture that every aspect of learning or any other feature of intelligence can in principle be so precisely described that a machine can be made to simulate it. An attempt will be made to find how to make machines use language, form abstractions and concepts, solve kinds of problems now reserved for humans, and improve themselves. We think that a significant advance can be made in one or more of these problems if a carefully selected group of scientists work on it together for a summer.”

„Wir schlagen vor, im Laufe des Sommers 1956 über zwei Monate ein Seminar zur künstlichen Intelligenz mit zehn Teilnehmern am Dartmouth College durchzuführen. Das Seminar soll von der Annahme ausgehen, dass grundsätzlich alle Aspekte des Lernens und anderer Merkmale der Intelligenz so genau beschrieben werden können, dass eine Maschine zur Simulation dieser Vorgänge gebaut werden kann. Es soll versucht werden, herauszufinden, wie Maschinen dazu gebracht werden können, Sprache zu benutzen, Abstraktionen vorzunehmen und Konzepte zu entwickeln, Probleme von der Art, die zurzeit dem Menschen vorbehalten sind, zu lösen, und sich selbst weiter zu verbessern. Wir glauben, dass in dem einen oder anderen dieser Problemfelder bedeutsame Fortschritte erzielt werden können, wenn eine sorgfältig zusammengestellte Gruppe von Wissenschaftlern einen Sommer lang gemeinsam daran arbeitet.“

Als Unterthemen, mit denen die Konferenz sich befassen soll, werden im Projektantrag genannt:
1. automatische Computer
2. Wie muss ein Computer programmiert werden, um eine Sprache zu benutzen
3. Neuronale Netzwerke
4. Theoretische Überlegungen zum Umfang einer Rechenoperation
5. Selbst-Verbesserung
6. Abstraktionen
7. Zufälligkeit und Kreativität

Jeder der Teilnehmer sollte zunächst seine bisherigen Gedanken zu einem (oder mehreren) dieser Themenkomplexe schriftlich zusammenfassen und diese sollten dann zur Vorbereitung an die anderen Teilnehmer verteilt werden.
In den Erläuterungen zum 7. Unterthema wird in gewissem Sinne schon der Rahmen für die praktische Durchführung abgesteckt: Kreativität kann nur entstehen, wenn das normale, zielgerichtete, logische Denken (unter anderem) mit einem gewissen Maß von Zufälligkeit angereichert wird. Und so wird die Konferenz insgesamt auch als ein „erweitertes Brainstorming“ beschrieben und dauerte, anders als zunächst geplant, nur einen Monat. Dementsprechend bestanden die Ergebnisse dieser Konferenz auch nicht aus Papieren, Protokollen und Publikationen, wie es sonst bei derartigen akademischen Veranstaltungen üblich ist; in der Folgezeit wurden allerdings die Teilnehmer, die zum damaligen Zeitpunkt meist noch am Beginn ihrer akademischen Laufbahn standen, praktisch alle zu international renommierten Fachleuten auf dem (neuen) Gebiet der künstlichen Intelligenz.
Die Rockefeller Foundation kürzte den Zuschuss auf 7.500 US-Dollar, weil ihr Stiftungszweck nicht ganz damit übereinstimmte.

## Würdigung
Zum 50. Jahrestag dieses Ereignisses wurde vom 13. bis zum 15. Juli 2006 unter dem Titel „The Dartmouth Artificial Intelligence Conference: The Next 50 Years“ ein Kongress zur Erinnerung an die Begründung der Künstlichen Intelligenz als Forschungsdisziplin veranstaltet. Auch fünf der ursprünglichen Teilnehmer waren hierbei mit eigenen Beiträgen vertreten.